# Haworthia chloracantha var. denticulifera
Haworthia chloracantha var. denticulifera, és una varietat de Haworthia chloracantha del gènere Haworthia de la subfamília de les asfodelòidies.															

## Descripció
Haworthia chloracantha var. denticulifera és una petita varietat de Haworthia chloracantha amb una roseta d'entre 12 a 15 cm amb fulles de color verd fosc amb unes fines espines. És una planta que fa fillols lliurement, i que de vegades forma petits grups a les localitats. Les flors són blanques. Creix entre herba o en forts pendents rocosos.

## Distribució i hàbitat
Aquesta varietat rara creix entre Klein-Brakrivier i Mosselbaai, a la província sud-africana del Cap Occidental. El seu hàbitat és al llarg del riu Gouritz on creix en sòls rocosos lleugerament ombrejats per còdols i plantes més altes. Quan s'estressa per la sequera i el sol directe, la planta pot suavitzar els tons taronja coure. i aquí es transforma en floribunda var. dentata.

## Taxonomia
Haworthia chloracantha var. denticulifera va ser descrita per (Poelln.) M.B. Bayer i publicat a Haworthia Handbook 112, a l'any 1976.
Etimologia
Haworthia: nom en honor del botànic britànic Adrian Hardy Haworth (1767-1833).
chloracantha: epítet llatí que significa "en forma de barca".
var. denticulifera: epítet llatí que significa "amb petites dents".
Sinonímia
- Haworthia angustifolia var. denticulifera
- Haworthia angustifolia var. liliputana Poelln.[2]